# Chrysobrycon
Genre
Chrysobrycon est un genre de poissons d'eau douce téléostéens de la famille des Characidae (ordre des Characiformes).

## Répartition
Les espèces du genre Chrysobrycon se rencontrent en Amérique du Sud.

## Liste d'espèces
Selon World Register of Marine Species (18 septembre 2023) :
- Chrysobrycon eliasi Vanegas-Ríos, Azpelicueta & Ortega, 2011
- Chrysobrycon guahibo Vanegas-Ríos, Urbano-Bonilla & Azpelicueta, 2015
- Chrysobrycon hesperus (Böhlke, 1958)
- Chrysobrycon mojicai Vanegas-Ríos & Urbano-Bonilla, 2017
- Chrysobrycon myersi (Weitzman & Thomerson, 1970)
- Chrysobrycon yoliae Vanegas-Ríos, Azpelicueta & Ortega, 2014

## Systématique
Le nom valide complet (avec auteur) de ce taxon est Chrysobrycon Weitzman (d) & Menezes (d), 1998.

## Étymologie
Le nom générique, Chrysobrycon, composé du grec ancien χρυσός, khrusós, « or », et du genre Brycon, préfixe ou suffixe souvent utilisé pour caractériser de petits characidés, fait référence à la couleur vert doré intense des mâles de l'espèce Chrysobrycon hesperus.